# Logical Language Group
The Logical Language Group, eller LLG, är en organisation som har till syfte att sprida utvecklingen och användningen av det konstgjorda språket lojban.